# Monte Caplone

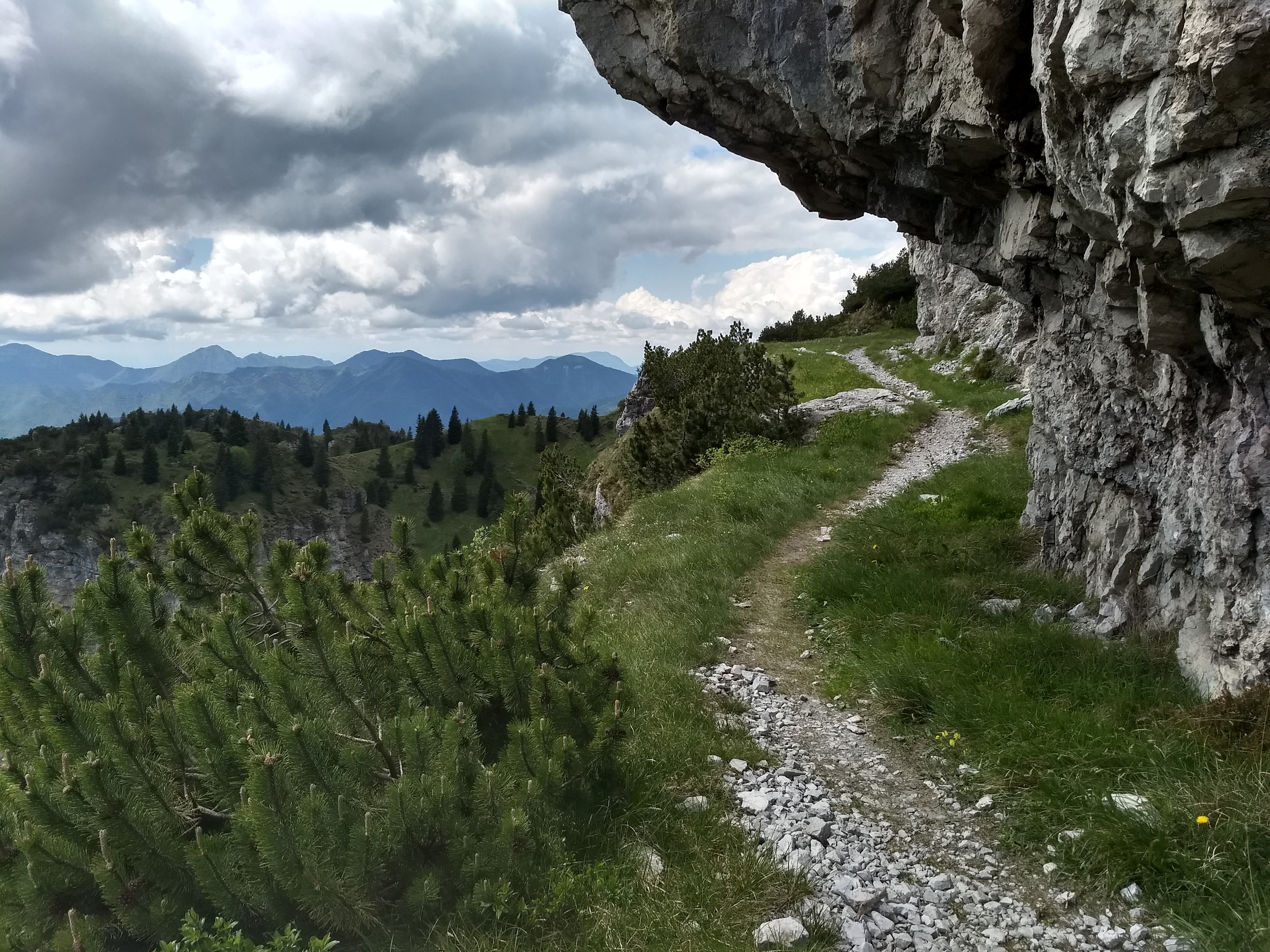

Der Monte Caplone ist ein 1976 m s.l.m. hoher Berg in den westlichen Gardaseebergen und der höchste Gipfel im Höhenzug zwischen dem Passo Puria und der Bocca di Caplone. 
Der Gipfel befinden sich genau auf der Grenze zwischen der Provinz Trient und der Provinz Brescia in der Region Lombardei. Im Ersten Weltkrieg verlief hier die Grenze und Frontverlauf zwischen Italien und Österreich-Ungarn, daher sind dort noch verfallene Stellungen, Felstunnel und Schützengräben zu finden.